# بريان هيب
السير (روبرت) بريان هيب (بالإنجليزية: Sir (Robert) Brian Heap) (من مواليد 27 فبراير 1935) وهو عالم بيولوجيا بريطاني.
تلقى تعليمه في مدرسة نيو ميلز النحوية في منطقة بيك ديستركت ثم درس بجامعة نوتنغهام (حيث حصل على البكالوريوس والدكتوراه). كما حصل على ماجستير ودكتوراه في العلوم من جامعة كامبريدج.

## عمله
- 1960 كان معيداً بجامعة كامبريدج
- 1963: زميل لور للأبحاث، معهد البحوث الزراعية، معهد بابرهام، كامبريدج
- 1964-95 عضو في عضوية الفيزياء، بابراهام وعضو في رئيس قسم الفيزوسيات، 1976 ,رئيس محطة أبحاث كامبريدج، 1986 ,مدير معهد بحوث فسيولوجيا الحيوان وعلم الوراثة، كامبريدج وادنبره 1989-1993ومدير العلوم1991-94 ومدير معهد بابرهام 1993-94.
- 1994-2001 زميل زائر في كلية الطب السريري، جامعة كامبريدج[3]

كان اهتمام البحث الأساسي لبريان هيب في البيولوجيا التناسلية ووظيفة الهرمونات في التكاثر. أدى بحثه في السيطرة على الحمل والولادة والرضاعة إلى مساهمات مهمة في فسيولوجيا الغدد الصماء وتربية حيوانات المزرعة. وقد نشر في علم وظائف الأعضاء والغدد الصماء والتكنولوجيا الحيوية والاستهلاك.
كان أستاذًا بكلية سانت إدموند، جامعة كامبريدج من عام 1996 حتى عام 2004، وكان أستاذًا خاصًا في فسيولوجيا الحيوان في جامعة نوتنغهام منذ عام 1988 وحتى عام 2016. وقد تم انتخابه زميلاً للجمعية الملكية في عام 1989 وشغل منصب نائب رئيس الجمعية الملكية ووزير الخارجية من عام 1996 إلى عام 2001. وكان المحرر التنفيذي للمعاملات الفلسفية للجمعية الملكية من 2004-2007. وهو عضو مؤسس في الجمعية الدولية للعلوم والدين وشريك في معهد فاراداي للعلوم والدين. 
كان بريان هيب رئيساً لمعهد علم الأحياء (الآن الجمعية الملكية للأحياء) 1996-1998 وممثل المملكة المتحدة في مؤسسة العلوم الأوروبية ستراسبورغ، 1994-1997، وعضو في مجلس نوفيلد حول أخلاقيات البيولوجيا 1996-2001 وممثل المملكة المتحدة في منظمة حلف شمال الأطلسي. 1998-2005 وعضو في الفريق الاستشاري العلمي لاستجابات الطوارئ (SAPER) في مكتب مجلس الوزراء ورئيس مجمع المعرفة في جامعة كامبريدج وعلم الصحة العامة 2002-2010 ورئيس المجلس الاستشاري العلمي للأكاديميات الأوروبية، 2010-2014. في عام 1994 حصل على جائزة البنك المركزي، وفي عام 2001 نال لقب خدمات العلوم الدولية.
في 8 أكتوبر / تشرين الأول 2007، افتتح صاحب السمو الملكي فيليب دوق إدنبرة ثلاثة مبانٍ جديدة في كلية سانت إدموند، كامبريدج، وأُطلق على واحد منها «مبنى بريان هيب».

## وصلات خارجية
- St Edmund's College: Sir Brian Heap